# Belgorod Kievskij
Belgorod Kievskij (in ucraino Білгород-Київський?) o semplicemente Belgorod (in russo Белгород?) fu un importante città della Rus' di Kiev e potenziale sede di un castello, sulla riva destra del fiume Irpin'. I resti della città giacciono nell'Oblast' di Kiev, in Ucraina. La località è stata iscritta dal governo nell'elenco dei siti nazionali di interesse archeologico-culturale.

## Storia

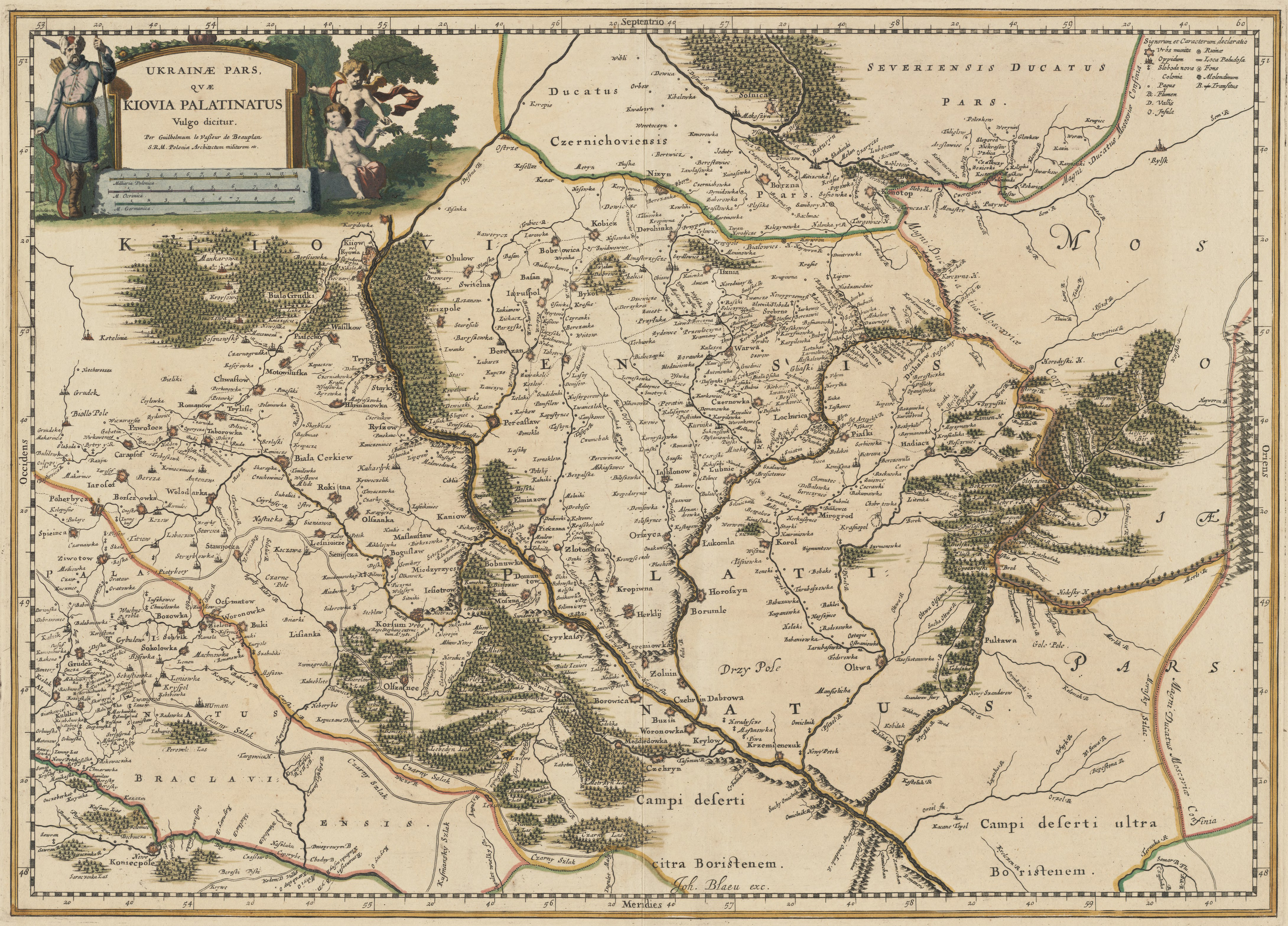
Cartina del 1660 dedicata al Kiovia Palatinatus di Guillaume Le Vasseur de Beauplan. È presente una grande fortificazione alla moderna, Bialo Grudki, appena a ovest del monastero di Pieczary

La città svolse un ruolo importante tra il X e il XII secolo, cessando di esistere dopo l'invasione mongola della Rus' di Kiev e la distruzione di Kiev nel 1240. Attualmente il grande centro abitato di Bilohorodka si trova a ridosso dell'antica città.

### Rus' di Kiev
La città viene menzionata per la prima volta nelle cronache nel 980. Nel 991, Vladimiro I di Kiev vi costruì un castello e presto esso divenne la sua residenza preferita, tanto che vi trasferì gran parte del suo popolo, comprese le sue trecento concubine. La riva destra del fiume Irpin' era la terra dei Drevljani che resistettero ai principi di Kiev, motivo per cui la costruzione della roccaforte avrebbe potenzialmente perseguito il fine di consolidare la supremazia di Kiev nella regione. Il castello protesse inoltre Kiev dai nomadi della steppa eurasiatica.
Nel 997, il nuovo castello sopravvisse al lungo assedio dei Peceneghi e protesse Kiev dalla conquista pecenega. Secondo la Cronaca degli anni passati, durante l'assedio la città fu colpita da una carestia e gli abitanti convocarono un veče, ovvero un'assemblea, per decidere se arrendersi ai Peceneghi. Il veče decretò di continuare la difesa della città e questa decisione si rivelò decisiva, poiché alla fine gli abitanti riportarono una vittoria. Si tratta della prima menzione a un veče testimoniata dalle cronache di Kiev. Successivamente, il veče divenne la principale forma di governo nella Repubblica di Novgorod e in altre realtà della Rus' settentrionale.
Nell'XI secolo la città divenne una sede vescovile. Il vescovo di Belgorod fu menzionato per la prima volta nella Cronaca degli anni passati nel 1088. Nel XII secolo, la città svolse lo stesso ruolo delle precedenti Perejaslavl e Novgorod: divenne la sede dell'erede del gran principe di Kiev. Poiché Belgorod era molto vicina a Kiev, il gran principe poteva controllare il suo erede e quest'ultimo poteva trasferirsi a Kiev con un preavviso molto breve, se necessario. La tradizione iniziò con Vladimiro II Monomaco, che vi trasferì suo figlio Mstislav nel 1117. Costui divenne principe nel 1125. Nel 1140, la città fu conquistata da Vsevolod II di Kiev, che la cedette a suo fratello, Svjatoslav Olgovič. Nel 1146, Belgorod fu presa da Iziaslav II di Kiev, che divenne Gran Principe nel 1151. Nel 1159, Belgorod divenne la sede di Mstislav II di Kiev, che divenne principe nel 1167.
La città raggiunse la massima prosperità sotto Rjurik Rostislavič, sovrano della Rus' di Kiev, che ne accrebbe sensibilmente l'importanza. Nel XIII secolo, dopo l'invasione mongola della Rus', Belgorod entrò in una forte fase di declino e, dopo la distruzione di Kiev nel 1240, smise di esistere.

### Situazione attuale
Ancora oggi, vicino alle rovine della città esiste il villaggio di Bilohorodka, che ne conserva il nome.
Le rovine della città, identificate con il termine Horodjšče, costituiscono un importante sito archeologico e area di scavo, poiché la maggior parte dei reperti non è ancora stato portato alla luce. L'area di Horodjšče si sviluppa per 1,10 km² e secondo lo storico A. Chlenov la sua rilevanza non andrebbe sottovaluta, in quanto si tratterebbe dell'unica fortezza risalente all'epoca drevljana sopravvissuta quasi intatta, oltre a essere la sola fortezza della Rus' del X secolo conservata in così buono stato e la più grande struttura difensiva del tempo sopravvissuta.

## Galleria d'immagini

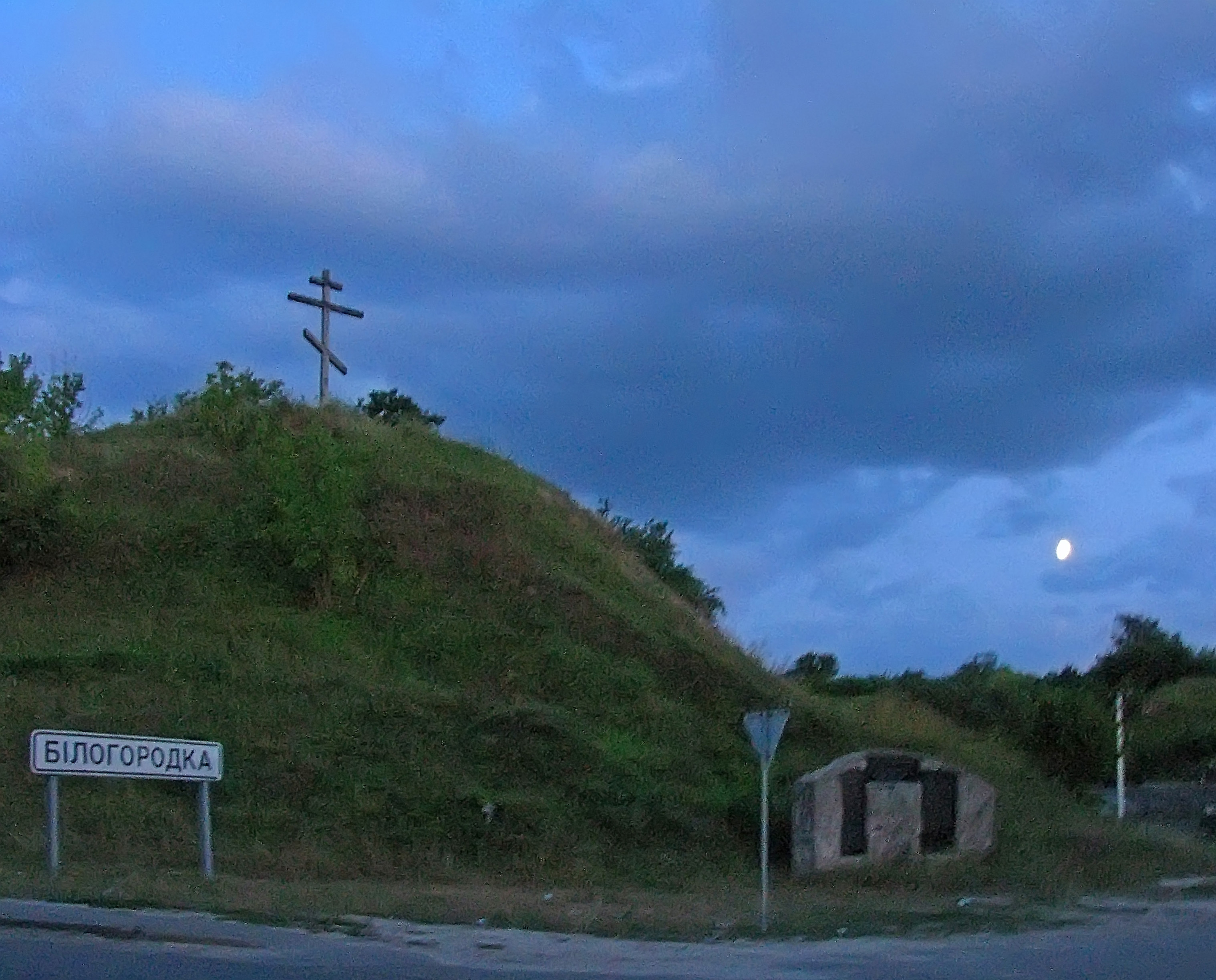
La fortezza di collina con i resti di un bastione antichi almeno mille anni. Il sito è stato riconosciuto come monumento storico nazionale
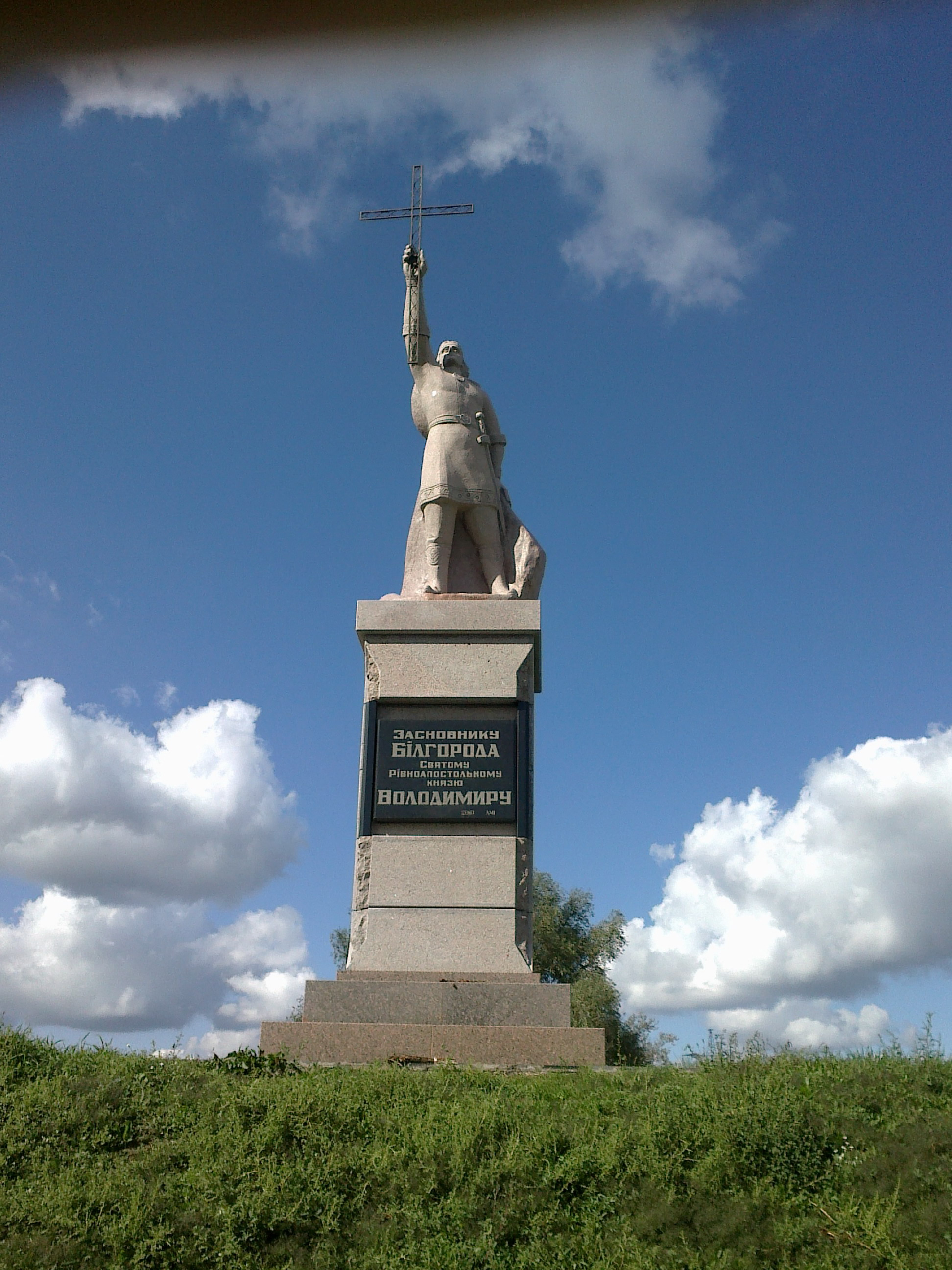
Il monumento al principe Vladimiro I di Kiev, il fondatore della città, sul bastione
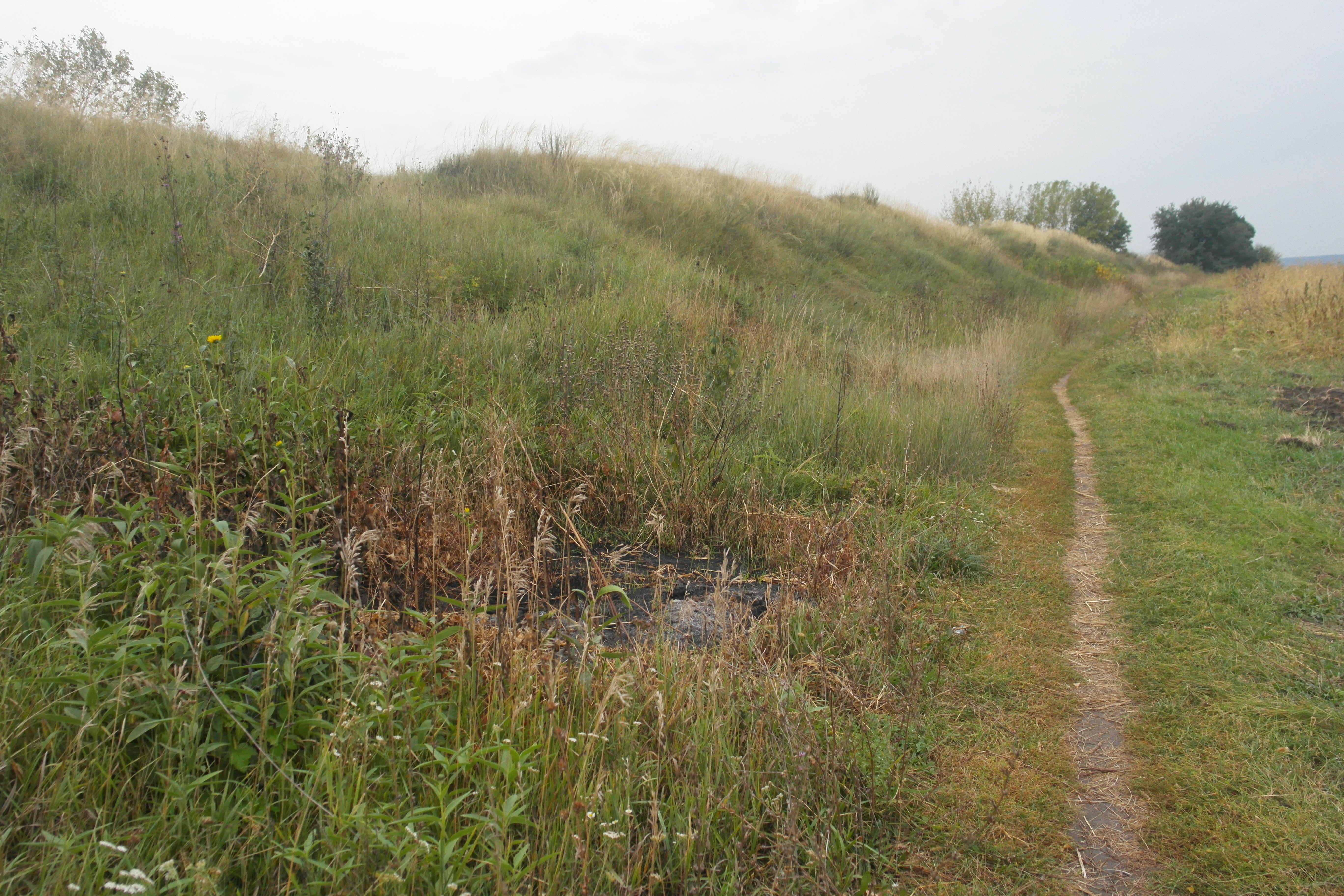
Il bastione della città. Monumento storico nazionale
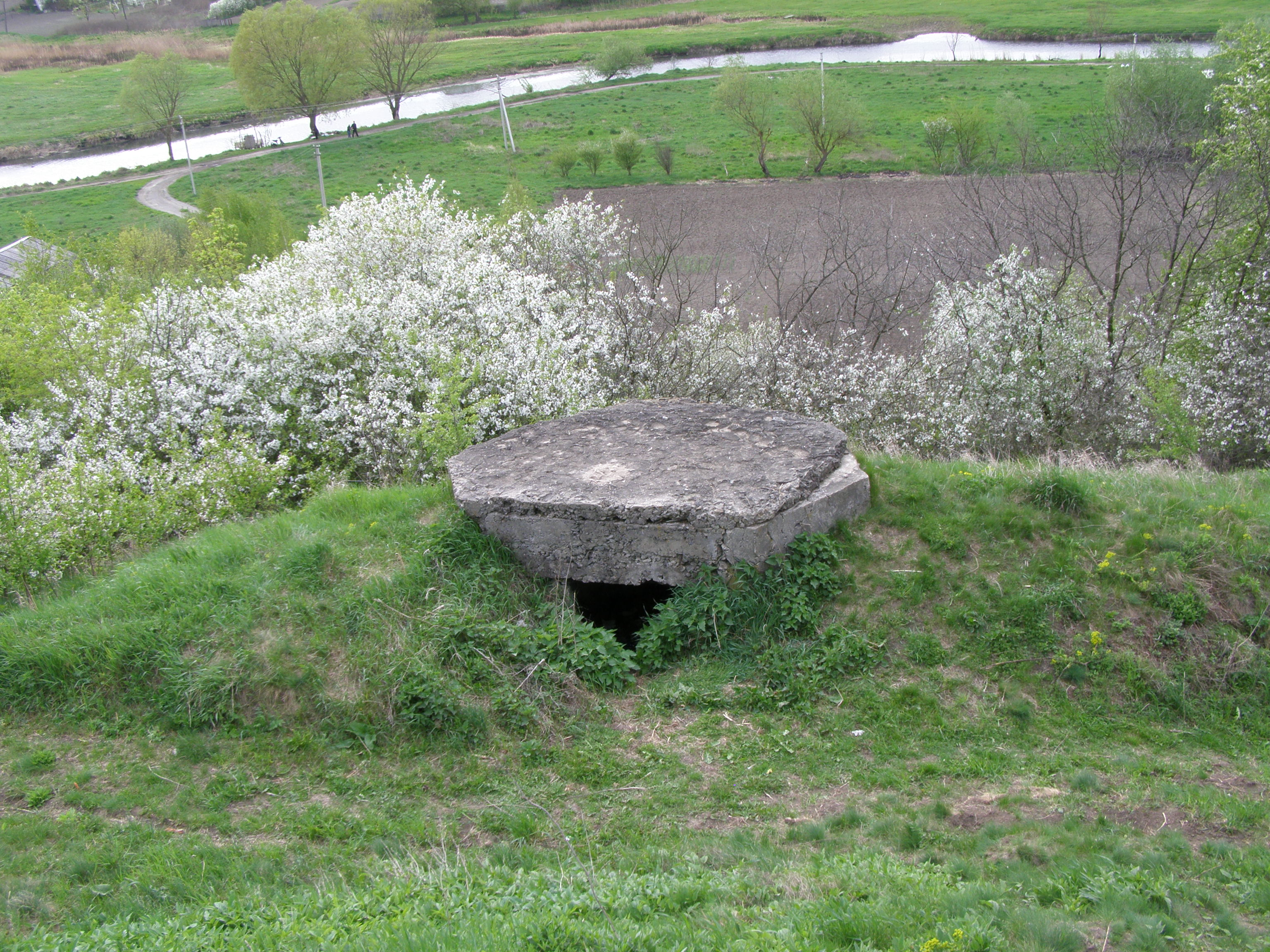
Nido di mitragliatrice tipo "Barbet" №380 in un antico bastione. Monumento alla storia e alla tecnica